# Pierre Augustin Hulin
Pierre Augustin hrabě Hulin (6. září 1758 Paříž – 9. ledna 1841 Paříž) byl francouzský generál z doby prvního císařství.
Hulinův otec byl obchodník se suknem. Mladý Pierre Augustin vstoupil do učení k hodináři, ale již v roce 1771 jako 13letý vstoupil do královské armády. 7. srpna 1780 dosáhl hodnosti seržanta. V čele útočícího davu se 14. července 1789 podílel na dobytí Bastilly a marně se pokoušel zabránit masakru guvernéra Bastilly de Launay a jeho vojáků. Roku 1794 vstoupil do revoluční armády a roku 1796 se stal generálním adjutantem Napoleona Bonaparte.
Mezi lety 1797-1798 sloužil ve funkci vojenského velitele Milána a Ferrary. Při brumairovém převratu (9. listopadu 1799) plně podpořil Napoleona Bonaparte. V roce 1802 sloužil ve funkci šéfa štábu Rivaudovy divize. V roce 1804 se stal brigádním generálem a předsedou soudní poroty, která 20. března 1804 odsoudila vévodu z Enghienu k trestu smrti. V tažení proti III. koalici byl ustanoven velitelem Vídně. V roce 1806 byl jmenován velitelem Berlína. O rok později (9. srpna 1807) byl povýšen do hodnosti divizního generála a jmenován velitelem 1. pěší divize.
Následujícího roku byl povýšen do stavu hrabat císařství. Roku 1811 se stal velkodůstojníkem Řádu čestné legie. V době ruského tažení roku 1812 byl Hulin, kterého považoval Napoleon za jednoho z nejvěrnějších generálů, ustanoven do funkce guvernéra Paříže. V této funkci potlačil již v počátku povstání generála Maleta. V březnu 1814 doprovázel císařovnu Marii Louisu do Blois, ale po abdikaci Napoleona se podřídil Bourbonům a zůstal velitelem 1. divize.
Během Sta dní jej Napoleon jmenoval opět guvernérem Paříže, ale po návratu Ludvíka XVIII. byl nucen opustit Francii. Vrátil se teprve v roce 1819 a zbytek života prožil již mimo zájem veřejnosti.